# Bröl
Die Bröl (auch Brölbach oder Homburgische Bröl) ist ein 45,1 km langer, orografisch rechter bzw. nordöstlicher Zufluss der Sieg im Oberbergischen Kreis und Rhein-Sieg-Kreis in Nordrhein-Westfalen, Deutschland.

## Name
1433 wird der Fluss als van der Broylle erstmals schriftlich genannt. Der Name stammt vom althochdeutschen Wort broil für ‚Aue, Brühl‘.

## Geographie

### Verlauf
Die im Bergischen Land und Naturpark Bergisches Land verlaufende Bröl entspringt südlich des Waldbröler Stadtteils Hermesdorf. Ihre Quelle befindet sich nördlich der Landesstraße 324 (Siegener Straße) auf 368 m ü. NHN.
Als Mittelgebirgsfluss verläuft die Bröl in zumeist südwestlicher Richtung durch das Bergische Land bzw. das Gebiet der ehemaligen Reichsherrschaft Homburg. Kurz unterhalb ihres Ursprungs fließt sie durch ein Industriegebiet zwischen Hermesdorf im Osten und Waldbröl im Westen. Danach verläuft sie über Bröl (zu Waldbröl) und fortan durch die Nümbrecht Ortsteile Niederbröl, Grötzenberg, Bruch, Winterborn, Gaderoth und Breunfeld nach Bierenbachtal. Dann fließt sie nach Passieren der Holsteinsmühle (208,6 m), zu der ein Mühlengraben überleitet, nördlich vorbei am Schloss Homburg, das auf dem Schlossberg (280,6 m) steht.
Anschließend verläuft die Bröl zwischen Huppichteroth im Norden und Homburg-Bröl (zu Nümbrecht) im Süden weiter nach Westen. Dann wieder südwestwärts verlaufend fließt sie über Erlinghausen, Schönthal (beide zu Nümbrecht), Herfterath, Ophausen, Müllerhof, Alefeld (alle zu Much), Röttgen (Nümbrecht), Bruchhausen (Much), Bröl, Neßhoven (alle zu Much), Millerscheid (Ruppichteroth), Höfferhof, Damm, Bröleck, wonach – nach Unterqueren der Bundesstraße 478 – der von Osten kommende Waldbrölbach einmündet.

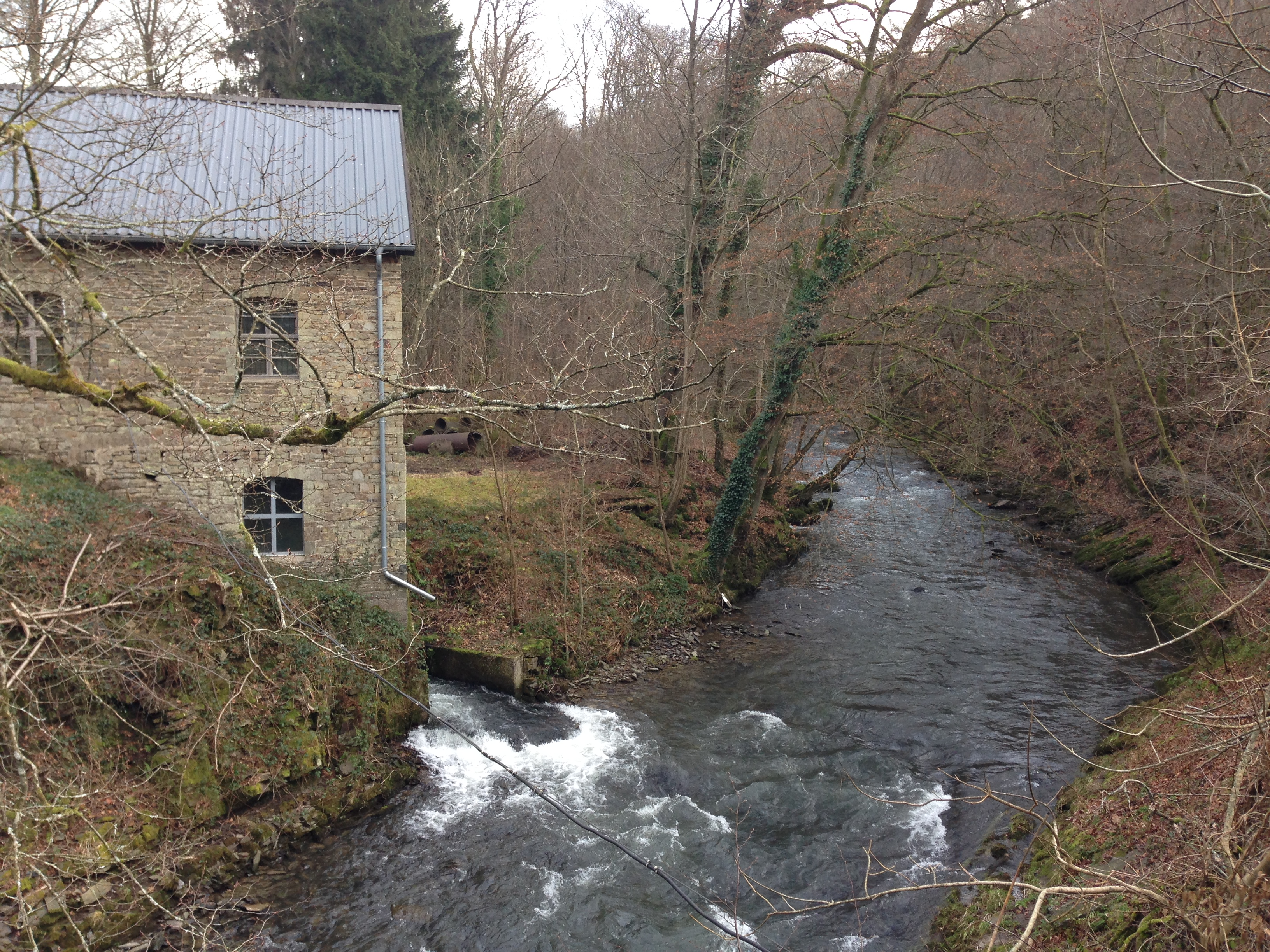
Die Bröl bei Burg Herrnstein

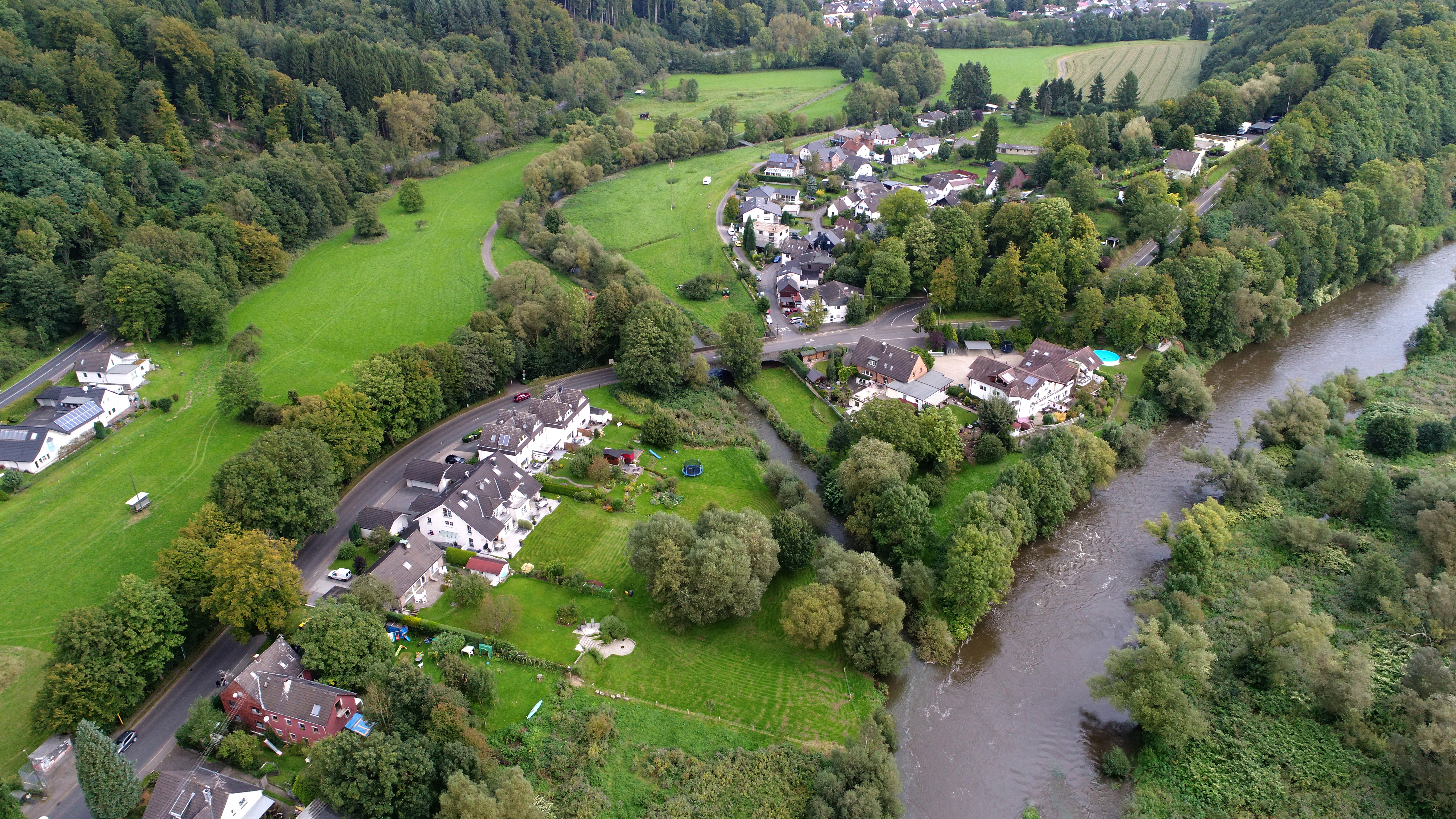
Brölbachmündung bei Müschmühle aus der Vogelperspektive (2017)

Entlang der B 478 fließt die Bröl vorbei am Ruppichterother Dorf Büchel und an der Burg Herrnstein (124,6 m), die zum Ruppichterother Ortsteil Winterscheid gehört. Dort liegen in einem Altarm der Bröl großflächig mehrere Teiche. Hiernach fließt sie vorbei an Winterscheiderbröl (zu Ruppichteroth) und Bröl (Hennef).
Schließlich mündet die Bröl unterhalb bzw. südwestlich des Hennefer Stadtteils Müschmühle auf 67 m Höhe in die Sieg.
Auf ihrem 45,1 km langen Weg überwindet die Bröl einen Höhenunterschied von 301 m, was einem mittleren Sohlgefälle von 6,7 ‰ entspricht. 

### Einzugsgebiet
Das  212,709 km² große Einzugsgebiet der Bröl liegt im Süderbergland und wird über die Sieg und den Rhein zur Nordsee entwässert.

### Zuflüsse
| Zuflüsse der Bröl (flussabwärts betrachtet) | Zuflüsse der Bröl (flussabwärts betrachtet) | Zuflüsse der Bröl (flussabwärts betrachtet) | Zuflüsse der Bröl (flussabwärts betrachtet) | Zuflüsse der Bröl (flussabwärts betrachtet) | Zuflüsse der Bröl (flussabwärts betrachtet) | Zuflüsse der Bröl (flussabwärts betrachtet)   |
| Name                                        | GKZ                                         | Länge [km]                                  | EZG [km²]                                   | Lage                                        | Mündung bei km(1)                           | Mündung bei Ort/ aus Richtung                 |
| ------------------------------------------- | ------------------------------------------- | ------------------------------------------- | ------------------------------------------- | ------------------------------------------- | ------------------------------------------- | --------------------------------------------- |
| Escherbach                                  | 272611114                                   | 01,408                                      |                                             | links0                                      | 43,2                                        |                                               |
| N.                                          | 272611120                                   | 00,722                                      |                                             | rechts                                      | 42,3                                        |                                               |
| Wilkenrother Bach                           | 272611200                                   | 01,547                                      | 01,303                                      | rechts                                      | 41,5                                        |                                               |
| Malzhagener Bach                            | 272611400                                   | 03,795                                      | 08,094                                      | links0                                      | 38,8                                        | zwischen Grötzenberg und Bruch; von Süden     |
| Birkenbacher Bach                           | 272612000                                   | 04,159                                      | 05,674                                      | rechts                                      | 38,1                                        | in Winterborn; von Osten                      |
| Oberbreidenbacher Bach                      | 272613200                                   | 02,488                                      | 01,598                                      | rechts                                      | 37,2                                        |                                               |
| Hostenbach                                  | 272613920                                   | 01,070                                      |                                             | links0                                      | 37,2                                        | unterhalb Winterborn; von Südwesten           |
| Prombacher Bach                             | 272613940                                   | 01,125                                      |                                             | rechts                                      | 36,5                                        |                                               |
| Oberbierenbacher Bach                       | 272613960                                   | 00,844                                      |                                             | rechts                                      | 36,3                                        |                                               |
| Bierenbacher Bach                           | 272614000                                   | 02,664                                      | 03,094                                      | rechts                                      | 34,2                                        | bei Bierenbachtal; von Norden                 |
| Spreitger Bach                              | 272616000                                   | 02,470                                      | 01,797                                      | links0                                      | 33,7                                        |                                               |
| Stockheimer Bach                            | 272619200                                   | 01,614                                      |                                             | rechts                                      | 33,1                                        |                                               |
| N.                                          | 272619400                                   | 00,933                                      |                                             | rechts                                      | 32,8                                        |                                               |
| Ölsbach                                     | 272620000                                   | 05,034                                      | 08,529                                      | links0                                      | 31,3                                        | unterhalb Homburg-Bröl; von Süden             |
| Hillenbach                                  | 272632000                                   | 03,116                                      | 02,230                                      | rechts                                      | 30,2                                        | in Nümbrecht-Homburger Papiermühle; von Süden |
| N.                                          | 272633800                                   | 01,155                                      |                                             | links0                                      | 29,7                                        |                                               |
| Stenzenbach                                 | 272634000                                   | 01,598                                      | 01,220                                      | rechts                                      | 29,5                                        | bei Erlinghausen; von Norden                  |
| N.                                          | 272635200                                   | 01,014                                      |                                             | links0                                      | 27,8                                        |                                               |
| Hochstraßer Siefen                          | 272636000                                   | 01,133                                      | 00,421                                      | rechts                                      | 27,7                                        |                                               |
| Teuflssiefen                                | 272639200                                   | 01,107                                      |                                             | links0                                      | 27,5                                        |                                               |
| Röscheidssiefen                             | 272639400                                   | 01,197                                      |                                             | links0                                      | 27,2                                        | bei Schönthal; von Süden                      |
| Becher Suthbach                             | 272640000                                   | 05,063                                      | 10,242                                      | rechts                                      | 26,5                                        | in Herfterath; von Norden                     |
| Aepelsiefen                                 | 272651120                                   | 00,965                                      |                                             | rechts                                      | 25,9                                        |                                               |
| Stocksiefen                                 | 272651140                                   | 00,916                                      |                                             | rechts                                      | 25,6                                        |                                               |
| Kurtenbacher Bach                           | 272651200                                   | 01,352                                      | 00,567                                      | links0                                      | 24,5                                        |                                               |
| Lohmülengraben                              | 272651980                                   | 01,517                                      |                                             | links0                                      | 23,3                                        |                                               |
| Haubach                                     | 272652000                                   | 05,192                                      | 05,294                                      | rechts                                      | 22,8                                        | bei Alefeld; von Nordwesten                   |
| Breidenbacher Bach                          | 272654000                                   | 04,009                                      | 05,727                                      | links0                                      | 22,3                                        | bei Bruchhausen; von Osten                    |
| Millerscheider Bach                         | 272656000                                   | 03,441                                      | 03,486                                      | links0                                      | 19,0                                        | bei Millerscheid; von Osten                   |
| Werschbach (!)                              | 272658000                                   | 07,381                                      | 09,570                                      | rechts                                      | 18,2                                        | beim Höfferhof; von Nordwesten                |
| Löhbach                                     | 272659200                                   | 02,432                                      | 01,251                                      | rechts                                      | 15,8                                        | unterhalb Damm; von Nordwesten                |
| Waldbrölbach                                | 272660000                                   | 20,435                                      | 68,007                                      | links0                                      | 14,1                                        | unterhalb Bröleck; von Osten                  |
| Steinchesbach                               | 272671200                                   | 02,886                                      | 02,250                                      | links0                                      | 14,1                                        | unterhalb Bröleck; von Südosten               |
| Werschbach (!)                              | 272672000                                   | 05,616                                      | 07,033                                      | rechts                                      | 12,8                                        | beim Brölerhof; von Norden                    |
| N.                                          | 272673200                                   | 01,207                                      |                                             | links0                                      | 12,4                                        |                                               |
| N.                                          | 272673400                                   | 01,699                                      |                                             | rechts                                      | 11,5                                        |                                               |
| Bettringer Bach                             | 272673600                                   | 01,539                                      |                                             | links0                                      | 11,3                                        | bei Burg Herrnstein; von Süden                |
| Horbacher Bach oder Horbach                 | 272674000                                   | 04,766                                      | 04,813                                      | rechts                                      | 08,8                                        | oberhalb Ingersau; von Norden                 |
| Dreisbach                                   | 272676000                                   | 04,388                                      | 05,418                                      | rechts                                      | 08,2                                        | bei Ingersau; von Nordwesten                  |
| Birker Mühlenbach                           | 272678000                                   | 02,329                                      | 01,064                                      | rechts                                      | 05,6                                        | unterhalb Winterscheiderbröl; von Nordwesten  |
| Seelbach                                    | 272679180                                   | 01,195                                      |                                             | rechts                                      | 05,5                                        |                                               |
| Landgraben                                  | 272679200                                   | 01,436                                      |                                             | rechts                                      | 05,3                                        |                                               |
| N.                                          | 272679400                                   | 01,231                                      |                                             | rechts                                      | 03,8                                        |                                               |
| Derenbach                                   | 272680000                                   | 07,721                                      | 10,815                                      | links0                                      | 03,4                                        |                                               |
| Brückensiefen                               | 272692000                                   | 00,963                                      |                                             | rechts                                      | 03,1                                        |                                               |
| Wahlbach                                    | 272694000                                   | 02,233                                      |                                             | rechts                                      | 02,4                                        | bei Bröl; von Nordwesten                      |

(1) Flusskilometer der Bröl von Mündung zur Quelle

## Landschaftsbild
Der Flusslauf ist weitgehend natürlich oder naturnah und wird von Flussauen, feuchten Erlen-Eschenwäldern und steilen, bewaldeten, teilweise felsigen Hängen geprägt. Das Gesamtgebiet Brölbach ist bei der Europäischen Union nach den Maßgaben der Richtlinie 92/43/EWG (Fauna-Flora-Habitat-Richtlinie) unter der Nummer DE-5110-301 registriert und ein Natura-2000-Gebiet. Innerhalb des Gebiets befinden sich mehrere Naturschutzgebiete.